# Gentiana affinis
Gentiana affinis är en gentianaväxtart som beskrevs av August Heinrich Rudolf Grisebach. Gentiana affinis ingår i släktet gentianor, och familjen gentianaväxter. Inga underarter finns listade i Catalogue of Life.